# Toni Cantó
Toni Cantó, właśc. Antonio Cantó García del Moral (ur. 14 stycznia 1965 w Walencji) – hiszpański aktor filmowy, telewizyjny i teatralny, a także polityk, poseł do Kongresu Deputowanych.

## Życiorys
Kształcił się w zakresie psychologii na Universidad de Valencia, jednak porzucił studia. Wyjechał do Madrytu, gdzie zaczął pracować jako model i występować w reklamach. Dołączył do kompanii teatralnej Centro Dramático Nacional. Karierę aktorską zaczął w drugiej połowie lat 80., debiutował wówczas w filmie i telewizji. W 1988 zaczął regularnie grać w teatrze, zaczynając od sztuki Los ochenta son nuestros. Został jednym z głównych aktorów madryckiej sceny CDS, występując m.in. w Hamlecie. Zagrał w takich filmach jak Tiempos mejores, Dile a Laura que la quiero czy Mar de luna. W 1999 otrzymał rolę Loli w produkcji Wszystko o mojej matce Pedra Almodóvara. Występował również w licznych hiszpańskich serialach telewizyjnych, m.in. pojawił się w kilkudziesięciu odcinkach sitcomu 7 vidas.
W 2011 Toni Cantó wystartował w wyborach parlamentarnych z listy ugrupowania Związek, Postęp, Demokracja z prowincji Walencja, uzyskując mandat deputowanego X kadencji. W 2014 został wyznaczony przez UPyD na kandydata na przewodniczącego rządu autonomicznego Walencji. W kwietniu 2015 zrzekł się mandatu poselskiego, rezygnując ze startu w wyborach regionalnych. W tym samym roku wystartował w wyborach parlamentarnych z listy Obywateli, z której uzyskał mandat na XI kadencję. Z powodzeniem ubiegał się o reelekcję również w przedterminowych wyborach w 2016.
W 2019 został natomiast wybrany na posła do parlamentu Walencji. W 2021 zrezygnował z mandatu i z członkostwa w partii Obywatele. Związał się następnie z Partią Ludową.

## Wybrana filmografia
- 1986: Oficio de muchachos jako Juan
- 1987: En penumbra jako Daniel
- 1989: Los ochenta son nuestros jako Miguel (film TV)
- 1994: Los peores años de nuestra vida jako Aktor
- 1994: Tiempos mejores jako Amando
- 1994: Valparaíso jako Cañizares
- 1995: Dile a Laura que la quiero jako Nacho
- 1995: Mar de luna jako Silverio
- 1995: Oh, cielos! jako Lázaro Berenguer
- 1996: A tiro limpio jako Román
- 1996: Pon un hombre en tu vida jako Juan Antonio
- 1996: Tu nombre envenena mis sueños jako Jaime Méndez
- 1998: Querido maestro jako Víctor Barracín (serial TV)
- 1999: 7 vidas jako David Pérez (serial TV)
- 1999: Wszystko o mojej matce jako Lola
- 2002: Living Lavapiés jako Mario (serial TV)
- 2003: Eres mi héroe jako Mateo
- 2008: Óscar. Una pasión surrealista jako Estrada
- 2006: En buena compañía jako Óscar (serial TV)
- 2008: 700 euros, diario secreto de una call girl jako Alberto (serial TV)[1]